# 黎明前夕
黎明前夕（英語：Before the Dawn，简称“BTD”）是一支来自芬兰的旋律死亡金属/哥特金属乐队，由托马斯·绍科宁（Tuomas Saukkonen）在1999年成立。

## 历史

### 起步
黎明前夕最初是托马斯·绍科宁一个人的乐队计划。自1999年成立以来，托马斯一个人写了一些歌曲，并在2000年初自己录制了一些样品，制作出他的第一张Demo《致欲望 第一部分》。这张CD的不论是演唱还是吉他、鼓、贝司和键盘的演奏都是由他一个人完成。同年，他找到了鼓手金莫·努尔米（Kimmo Nurmi）和小提琴手兼主音蒂娜·阿霍卡斯（Tiina Ahokas），并一起完成了另一张Demo《致欲望 第二部分》。这张Demo为他赢来很多积极的反馈，并给予乐队第一个集体登上舞台的机会。然而在几个现场演出后，当时的黎明前夕乐队解散了。
后来绍科宁再次找来了努尔米，组建了自己的厂牌“Hellbound Records”，并找到了等离子武器乐队的雅尼·普乌来为他们录制唱片。“历尽艰辛，血泪交横”（绍科宁的说法），第一张正式EP《Gehenna》在2000年秋天录音完成。由于各种各样的原因，《Gehenna》到了2001年3月23日才发行。
此时的乐队成员名单：
- 托马斯·绍科宁：吉他、贝司、键盘、主音
- 米卡·坦图：鼓
- 亚尼·萨扬阿霍：主音

### 走入正轨
《Gehenna》推出后，乐队经过几轮演出后在2001年回到了录音室。这段时期的作品被西班牙厂牌Locomotive Records整理后推出了非正式的EP《我的黑暗》。这张唱片受到好评，并得到了来自Locomotive Records的录制新唱片的合同。
此时乐队成员名单：
- 托马斯·绍科宁：吉他、键盘、主唱
- 托尼·布罗曼：贝司
- 亚尼·萨扬阿霍：吉他
- 米卡·奥亚拉：键盘

2003年，乐队第一张全长唱片《我的黑暗》推出，并随后在Katantonia乐队支持下在欧洲巡演。